# Roger Carvalho
Roger Carvalho is een Nederlands acteur en ondernemer. Hij speelde onder meer Patrick in Eddy & Coby, voor seizoen 9 van One Night Stand. 

## Carrière
Carvalho behaalde een diploma aan de London Academy of Music and Dramatic Art. Hij speelde enkele theater stukken in London, en speelde met Cynthia Abma en Ton Kas in de comedy Eddy & Coby, dat vertoond werd op NPO 3 en het Nederlands Film Festival in 2014. In Engeland speelde hij onder meer in het audio-drama Dark Shadows en de film White Collar Hooligan 3.
Naast zijn werkzaamheden als acteur is Carvalho ook actief als ondernemer. Hij begon in 2013 een platform voor smartphones en tablets genaamd Snoovies. Snoovies toont korte films van opkomende filmproducenten en acteurs en biedt informatie over hoe de films tot stand gekomen zijn.

## Rollen
- Eddy & Coby - Patrick (Seizoen 9 van One Night Stand - 2014)
- Een spin-off van Dark Shadows - Benjamin Franklin (2014)
- White Collar Hooligan - Enrique (2014)
- Kosmos - Ryan (2015)